# Cayo Largo (Florida)
Cayo Largo o Key Largo es un lugar designado por el censo ubicado en el condado de Monroe en el estado estadounidense de Florida. En el Censo de 2010 tenía una población de 10 433 habitantes y una densidad poblacional de 264,27 personas por km².

## Geografía
Según la Oficina del Censo de los Estados Unidos, Cayo Largo tiene una superficie total de 39.48 km², de la cual 31.21 km² corresponden a tierra firme y (20.95%) 8.27 km² es agua.

## Demografía
Según el censo de 2010, había 10433 personas residiendo en Cayo Largo. La densidad de población era de 264,27 hab./km². De los 10433 habitantes, Cayo Largo estaba compuesto por el 93% blancos, el 2.34% eran afroamericanos, el 0.55% eran amerindios, el 0.78% eran asiáticos, el 0.11% eran isleños del Pacífico, el 1.4% eran de otras razas y el 1.83% pertenecían a dos o más razas. Del total de la población el 23.68% eran hispanos o latinos de cualquier raza.